# Parkville (Misuri)
Parkville es una ciudad ubicada en el condado de Platte en el estado  de Misuri, Estados Unidos y es parte de la área metropolitana de Kansas City. En el Censo de 2010 tenía una población de 5554 habitantes y una densidad poblacional de 139,15 personas por km². Parkville es conocido por sus tiendas de antigüedades, por sus galerías de artes y por su centro histórico. En la localidad se hallan la universidad Park, el English Landing Park, el Platte Landing Park y el club de golf nacional de Kansas City. Barrios grandes de Parkville son Riss Lake, El Nacional, Thousand Oaks, Creekside, Parkville Heights, River Hills, Riverchase, The Bluffs, Downtown, y Pinecrest.

## Historia
Una oficina de correos se llamaba Parkville se estableció en 1841, y se llamaba por el colono George S. Park. La ciudad de Parkville se trazó en un mapa en 1844. Esa oficina de correos se cerró en 1962.
La escuela de Benjamin Banneker, el edificio de Mackay, el observatorio conmemorativo de Charles Smith Scott, el puente de Waddel "A" Truss, y la iglesia de Washington Chapel C.M.E. estan en el registro nacional de lugares históricos de los estados unidos.

## Geografía
Parkville se encuentra ubicada en las coordenadas 39°12′52″N 94°42′15″O / 39.21444, -94.70417. Según la Oficina del Censo de los Estados Unidos, Parkville tiene una superficie total de 39.91 km², de la cual 38.3 km² corresponden a tierra firme y (4.05%) 1.62 km² es agua. La ciudad es bastante accidentado y limita con el río misuri y Kansas City, Misuri.

## Demografía
Según el censo de 2010, había 5554 personas residiendo en Parkville. La densidad de población era de 139,15 hab./km². De los 5554 habitantes, Parkville estaba compuesto por el 89.5% blancos, el 3.96% eran afroamericanos, el 0.13% eran amerindios, el 3.04% eran asiáticos, el 0.25% eran isleños del Pacífico, el 0.61% eran de otras razas y el 2.5% pertenecían a dos o más razas. Del total de la población el 3.69% eran hispanos o latinos de cualquier raza.

## Educación
Casi todos de Parkville está en el distrito de la escuela de Park Hill. Funciona una escuela en Parkville, la escuela primeria de Graden.
Los dos escuelas intermedias son la escuela intermedia de Lake View y la escuela intermedia de Walden. La escuela secondaria del parte Park Hill SD de Parkville es la escuela secondaria del sur de Park Hill.
Un parte pequeño de Parkville está en el distrito de la escuela de Platte County R-III.
El colegio comunitario metropolitano tiene el distrito de la escuela de Park Hill en su área de los impuestos, aunque el distrito de Platte County R-III está en su área del servicio, pero no en su área de los impuestos.
La universidad Park, una institución, se funcionaba en Parkville desde 1875.
Parkville tiene una biblioteca pública, una sucursal de la biblioteca pública de Mid-Continent.

## Personas notables
- Bill "Grigs" Grigsby, una comentarista deportivo y miembro del salón de la fama de los deportes de Misuri. Tiene una estatua de tamaño natural en el centro histórico de Parkville.
- George S. Park, héroe de la guerra de la independencia de Texas y fundador de Parkville, la universidad Park, y Manhattan, Kansas.
- Frank Ringo, beisbolista profesional desde 1880 hasta 1888.